# Syn Sophia
syn Sophia, Inc., anteriormente AKI Corporation y The Man Breeze , es un estudio de desarrollo de videojuegos independiente situado en Kichijōji, Tokio, Japón fundado el 19 de junio de 1995. La compañía es más conocida por sus populares juegos de lucha libre de finales de 1990 y principios-mediados de la década de 2000, comenzando con el lanzamiento de WCW vs. the World en 1996. el título fue la primera entrega de la serie Virtual Pro Wrestling.
La empresa en la World Championship Wrestling tuvo éxito a finales de 1990 con el lanzamiento de varios videojuegos, culminando en la WCW/nWo Revenge para la Nintendo 64. Como resultado de ello, la Federación Mundial de Lucha Libre terminó su relación de doce años con Acclaim Entertainment y se asoció con THQ/AKI en 1999. La relación continuaría la reputación de AKI para los videojuegos de lucha libre de calidad, que terminó con el lanzamiento de WWF No Mercy.
La compañía se hizo pública en 1998 y el 1 de abril de 2007, se cambió el nombre a syn Sophia, Inc. El primer juego desarrollado bajo ese nombre fue Ganbaru Watashi no Kakei Diary para la Nintendo DS en 2007. Sin embargo, usaron su nombre anterior en algunos de sus futuros títulos hasta 2008 con el lanzamiento de Style Boutique para la Nintendo DS. Ready 2 Rumble: Revolution se desarrollará bajo el nombre de AKI Corporation.

## Videojuegos

### Desarrollados bajo The Man Breeze
- 1996 - Virtual Pro-Wrestling (PlayStation) lanzado sólo en Japón.
- 1997 - WCW vs. the World (PlayStation)

### Desarrollados bajo AKI Corporation
- 1997 - Tactics Formula (Sega Saturn) lanzado sólo en Japón.
- 1997 - WCW vs. nWo: World Tour (Nintendo 64)
- 1997 - Virtual Pro Wrestling 64 (Nintendo 64) lanzado sólo en Japón.
- 1998 - WCW/nWo Revenge (Nintendo 64)
- 1999 - WWF WrestleMania 2000 (Nintendo 64)
- 2000 - Virtual Pro Wrestling 2: Oudou Keishou (Nintendo 64) lanzado sólo en Japón.
- 2000 - Animastar (Dreamcast) lanzado sólo en Japón.
- 2000 - WWF No Mercy (Nintendo 64)
- 2001 - Animastar GB (Game Boy Color) lanzado sólo en Japón.
- 2001 - World Fishing (PC) lanzado sólo en Japón.
- 2003 - Def Jam Vendetta (PlayStation 2, Nintendo GameCube)
- 2003 - Ultimate Muscle: Legends vs. New Generation (Nintendo GameCube)
- 2004 - Def Jam: Fight for NY (PlayStation 2, Xbox, Nintendo GameCube)
- 2004 - Galactic Wrestling: Featuring Ultimate Muscle (PlayStation 2)
- 2006 - Kinnikuman Muscle Generations (PlayStation Portable) lanzado sólo en Japón.
- 2006 - Def Jam: Fight for NY: The Takeover (PlayStation Portable)
- 2006 - Kinnikuman Muscle Grand Prix (Arcade) lanzado sólo en Japón.
- 2006 - Kinnikuman Muscle Grand Prix MAX (PlayStation 2) lanzado sólo en Japón.
- 2006 - Mawashite Tsunageru Touch Panic (Nintendo DS) lanzado sólo en Japón.
- 2007 - Kinnikuman Muscle Grand Prix 2 (Arcade) lanzado sólo en Japón.
- 2007 - SimCity DS (Nintendo DS)
- 2008 - SimCity DS 2 (Nintendo DS)
- 2008 - Kinnikuman Muscle Grand Prix 2 Tokumori (PlayStation 2) lanzado sólo en Japón.
- 2009 - Ready 2 Rumble: Revolution (Wii) desarrollado bajo AKI Corporation.

### Desarrollados bajo syn Sophia, Inc.
- 2007 - Ganbaru Watashi no Kakei Diary (Nintendo DS) lanzado sólo en Japón
- 2008 - Nintendo presenta: Style Boutique (Nintendo DS)
- 2009 - Cross Treasures (Nintendo DS) lanzado sólo en Japón
- 2009 - Ganbaru Watashi no Osaifu Ouendan (Nintendo DSi) lanzado sólo en Japón
- 2010 - Kurohyō: Ryū ga Gotoku Shinshō (PlayStation Portable) lanzado sólo en Japón.
- 2010 - Pretty Rhythm Mini Skirt (Arcade) lanzado sólo en Japón.
- 2011 - Pretty Rhythm Aurora Dream (Arcade) lanzado sólo en Japón.
- 2012 - Kurohyō 2: Ryū ga Gotoku Ashura Hen (PlayStation Portable) lanzado sólo en Japón.
- 2012 - Pretty Rhythm: Dear My Future (Arcade) lanzado sólo en Japón.
- 2012 - Nintendo presenta: New Style Boutique (Nintendo 3DS)[3]
- 2014 - The Golden Hour (Android, iOS) lanzado sólo en Japón
- 2015 - Nintendo presenta: New Style Boutique 2 - ¡Marca tendencias! (Nintendo 3DS)
- 2017 - ((Nintendo presenta: New Style Boutique 3 - Estilismo para celebrities)) (Nintendo 3DS)
- 2024 - Himitsu no AiPri (Arcade)

### Videojuegos no publicados
Una versión de WWF No Mercy para la Game Boy Color estaba en curso y su lanzamiento estaba previsto junto a la versión de Nintendo 64. El juego fue planeado originalmente para utilizar el Transfer Pak 64 de Nintendo para desbloquear contenidos especiales en cada versión del juego. Esta característica fue posteriormente desechada, no obstante, con el contenido extra en cada versión. Después de otros problemas de desarrollo, el juego se trasladó a Natsume, los desarrolladores del juego anterior de WWF para Game Boy Color, antes de ser finalmente cancelado a finales de diciembre de 2000. En este punto aún existían imágenes de este juego, pero los sitios web que ellos tenían, se vieron obligados a eliminarlos después de la cancelación del videojuego.
Una secuela de WWF No Mercy estaba en las primeras etapas de desarrollo, cuando fue dejado de lado a principios de 2001,a ya que Nintendo comenzó a eliminar la consola Nintendo 64.
Una secuela del videojuego WCW Mayhem Electronic Arts titulado WCW 2000 y más tarde, WCW Mayhem 2 iba a ser desarrollado por AKI y fue planeado para un lanzamiento en la PlayStation 2. Hubo incluso algunas capturas de pantalla en la edición #33 (mayo de 2000) de la Revista Oficial de PlayStation. Sin embargo, también fue archivado en 2001 después de que Vince McMahon compró la World Championship Wrestling. El motor de este juego más tarde se recicla para Def Jam Vendetta.
Un derivado videojuego de lógica Dreamcast Animastar, titulado Animastar Puzzle, se anunció a principios de 2000, pero más tarde fue cancelado, presumiblemente debido a la desaparición repentina de la consola Dreamcast.
Mikke! era un videojuego de acción anunciado para la consola Nintendo DS a principios de 2008. Más tarde fue cancelado por razones desconocidas.